# كارسون كلارك
كارسون كلارك (بالإنجليزية: Carson Clark)‏ (20 يناير 1989 في الولايات المتحدة - ) هو لاعب كرة طائرة شاطئية ولاعب كرة طائرة الولايات المتحدة في مركز ضارب خارجي ‏. لعب مع Olympiacos SFP (men's volleyball) ‏.

## وصلات خارجية
- كارسون كلارك على موقع الاتحاد الأوروبي (الإنجليزية)
- كارسون كلارك على موقع Ligue Nationale de Volley (الفرنسية)
- كارسون كلارك على موقع اللجنة الأولمبية والبارالمبية الأمريكية (الإنجليزية)